# لواء غزة
كان لواء غزة أحد ألوية فلسطين الستة خلال فترة الانتداب البريطاني، كان مركزه مدينة غزة. يضم اللواء قضاءين:
- قضاء غزة
- قضاء بئر السبع